# Камбунес
Камбуне́с (фр. Cambounès, окс. Cambonés) — коммуна во Франции, находится в регионе Юг — Пиренеи. Департамент — Тарн. Входит в состав кантона От-Тер-д’Ок. Округ коммуны — Кастр.
Код INSEE коммуны — 81053.

## География

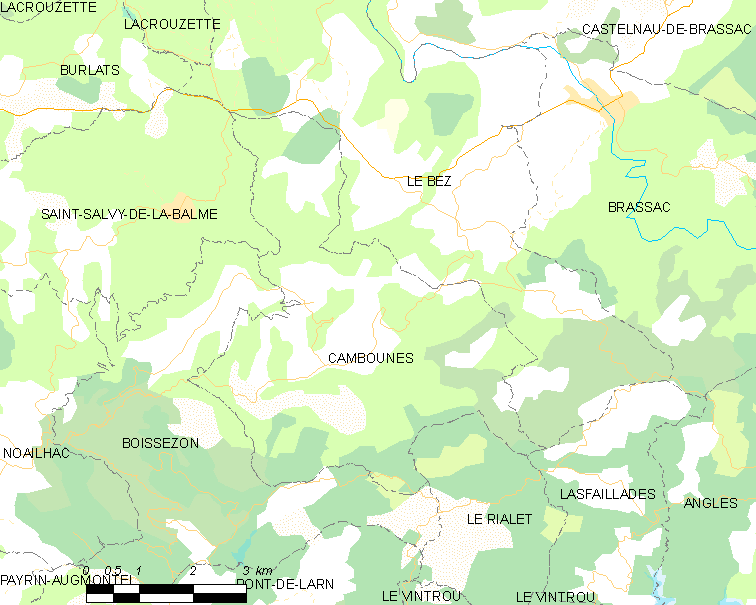
Карта коммуны

Коммуна расположена приблизительно в 590 км к югу от Парижа, в 95 км восточнее Тулузы, в 45 км к юго-востоку от Альби.
На севере коммуны протекает река Дюранкюз. Более половины территории коммуны занимают леса.

## Климат
Климат умеренно-океанический. Зима мягкая и дождливая, лето жаркое с частыми грозами. Ветры довольно редки.

## Население
Население коммуны на 2010 год составляло 338 человек.
| 1962 | 1968 | 1975 | 1982 | 1990 | 1999 | 2010 |
| ---- | ---- | ---- | ---- | ---- | ---- | ---- |
| 467  | 421  | 370  | 355  | 366  | 352  | 338  |

## Экономика
В 2007 году среди 217 человек в трудоспособном возрасте (15—64 лет) 145 были экономически активными, 72 — неактивными (показатель активности — 66,8 %, в 1999 году было 62,0 %). Из 145 активных работали 129 человек (74 мужчины и 55 женщин), безработных было 16 (3 мужчин и 13 женщин). Среди 72 неактивных 19 человек были учениками или студентами, 27 — пенсионерами, 26 были неактивными по другим причинам.